# Мудрец

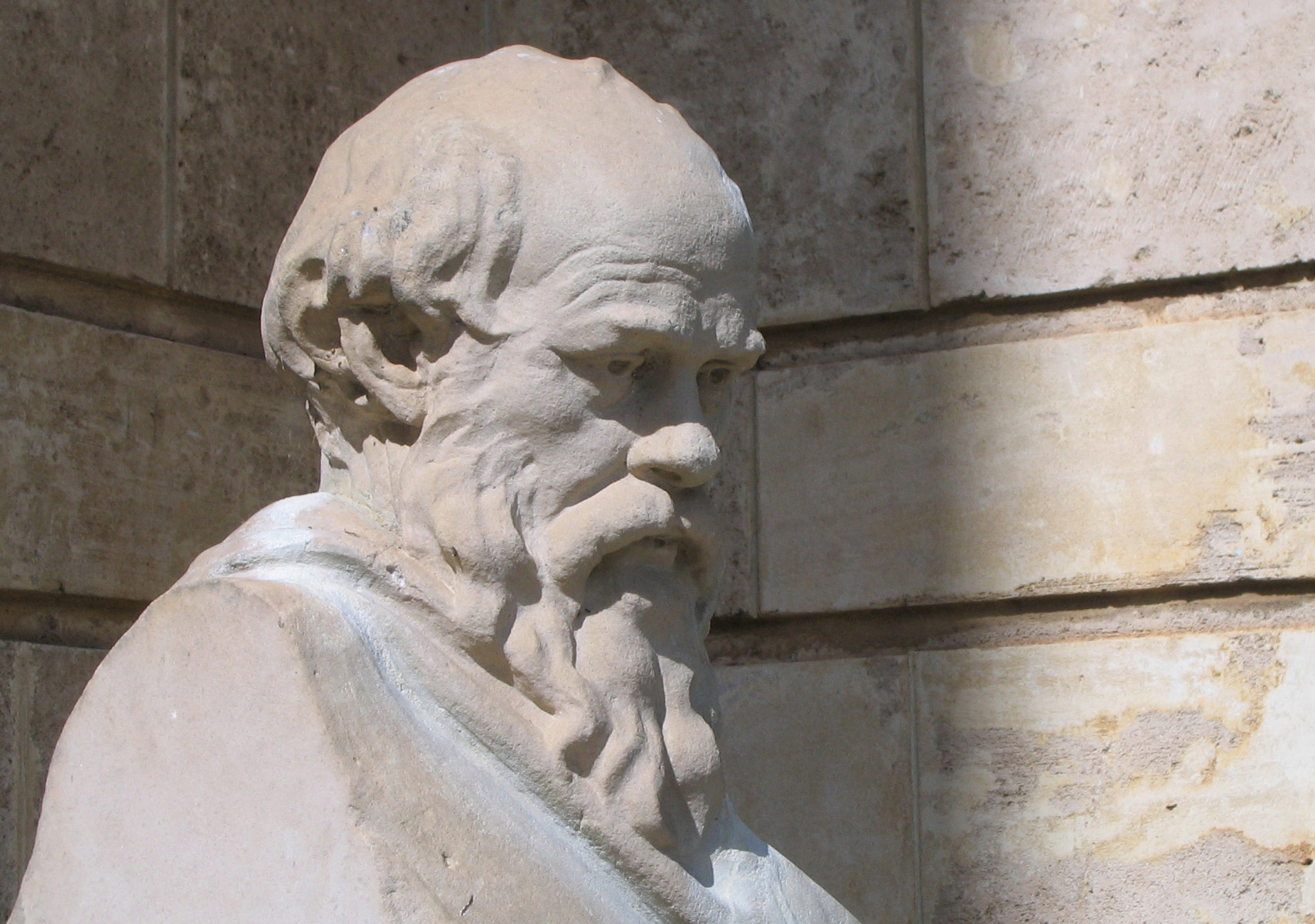
Сократ

Мудре́ц — мыслитель, человек большого ума, обладатель мудрости. Один из юнгианских архетипов. Традиционно изображается в виде мужчины преклонных лет.

## Почитание мудрецов в древности и на Востоке
В Древней Греции различали «мудрецов» (sophoi, ср. семь мудрецов) и «любителей мудрости» — философов (philosophoi), исторически поколение «мудрецов» сменилось поколениями «философов». «Sophos есть первый образ, в котором предстаёт перед нами греческий philosophos, — писал Карл Маркс. — Он выступает мифологически в семи мудрецах, практически — в Сократе и как идеал — у стоиков, эпикурейцев, ново-академиков и скептиков».
Начиная с ученика Сократа Антисфена (V—IV века до н. э.) киники считают, что мудрый человек в своём поведении должен руководствоваться не установленными людьми порядками, а законами добродетели. Интересно, что согласно тому же Антисфену, «только мудрец знает, кого стоит любить». У древнеримского комедиографа Плавта находим: «Мудрый, клянусь Поллуксом, сам куёт себе счастье» («Три монеты», 363).
В древнем мире понятие «мудрец» часто отождествлялось с понятием «учёный». Согласно Торе: «Мудрец выше пророка». Согласно пифагорейской концепции человека, мудрец не относится пренебрежительно к здоровью; он не считает тело самым главным (или единственным) объектом внимания, но управляет им ради пользы души

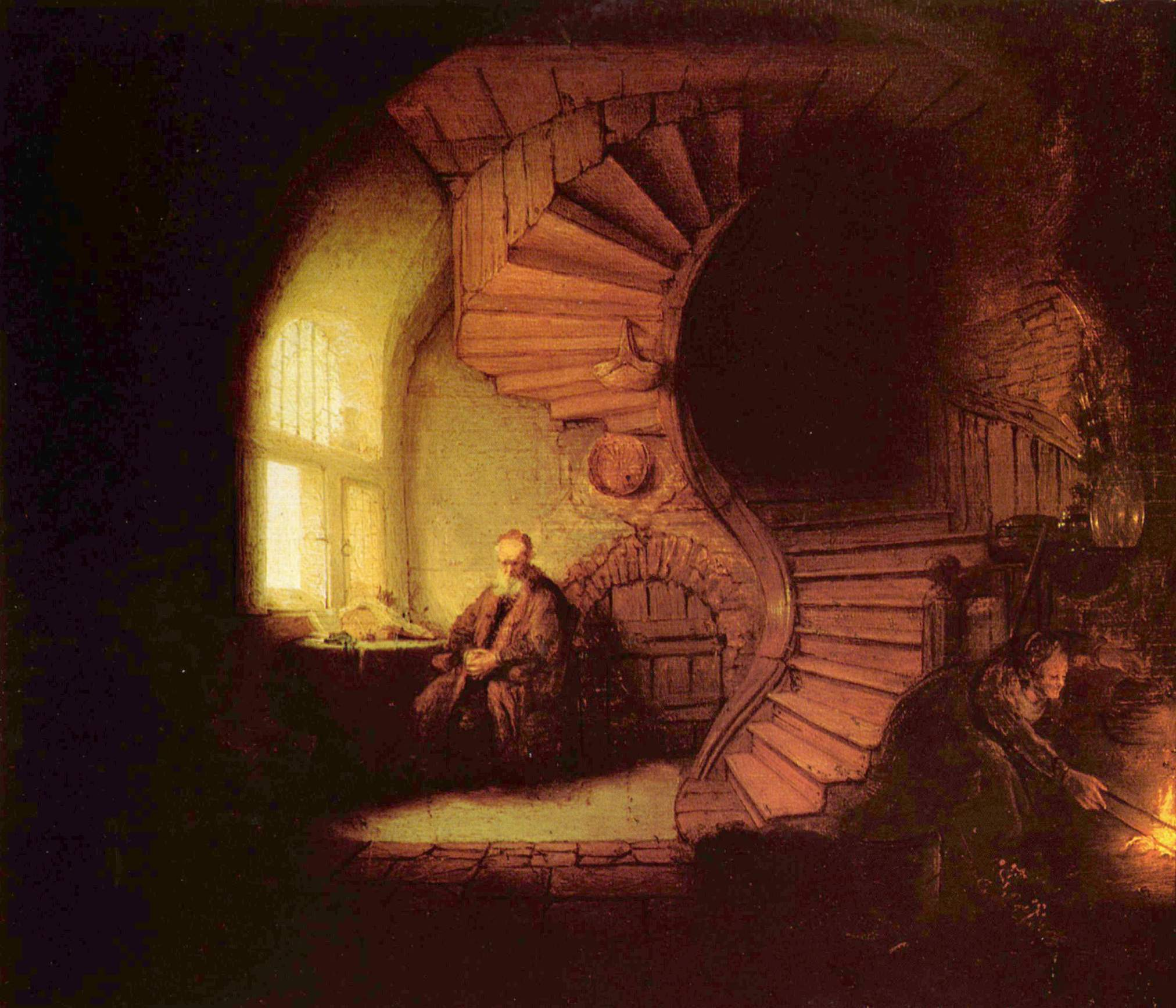
«Философ в раздумье» (картина Рембрандта)

В традиционной культуре Индии также особую роль играет мудрец — риши, великий мудрец — махариши.
«Даже боги завидуют мудрецам», — говорится в буддийском каноне «Дхаммапада». В индуизме и буддизме мудрый наставник именуется гуру.

## Художественный образ
Распространённый образ мудреца — человек преклонного возраста с длинными седыми волосами и бородой. Этот образ высмеивался ещё в античности («коль с бородою даётся премудрость / то бородатый козёл есть настоящий Платон»).
В художественной литературе, особенно средневековой, мудрый старец часто предстает в облике волшебника или иного чародея — вроде Мерлина в артуриане. Типовой образ мудрого наставника, который ведёт по жизни юного протагониста, получил новое рождение в жанре фэнтези (XX—XXI века): классическими примерами могут служить Гэндальф из книг Толкина, Альбус Дамблдор из «Гарри Поттера», Йода и Оби-Ван Кеноби из «Звёздных войн».
Пожилой мастер боевых искусств — это устоявшийся образ наставника / учителя в фильмах о боевых искусствах (уся, тямбара и т. п.). Как правило, это мужчина с монголоидными чертами лица, который представлен практически непобедимым мастером своего дела, несмотря на солидный возраст и ожидаемое снижение физической силы. Зачастую он обладает рангом сэнсэя, и ученики обращаются к нему именно так.